# Параиба-ду-Сул (река)
Параиба-ду-Сул — река в Южной Америке. Протекает в юго-восточной части Бразилии. Длина реки составляет около 1120 км.
Образуется при слиянии рек Параитинга и Параибуна. Протекая из штата Сан-Паулу вдоль атлантического побережья в направлении с юго-запада на северо-восток, служит естественной границей между штатами Минас-Жерайс и Рио-де-Жанейро, в муниципалитете Сан-Жуан-да-Барра впадает в Атлантический океан.
Период высокой воды длится с октября до апреля — мая.

Проектирование железной лодки для навигации по реке Параиба-ду-Сул (1900 г.)